# Mafatih al-Jinan
Mafatih al-Jinan (arabiska: مفاتيح الجنان, lit. Paradisens nycklar) av Sheikh Abbas Qommi är den populäraste boken med åkallelser i den shiitiska världen. Nu för tiden kan den hittas i nästan alla shiitiska hem, moskéer och islamiska center. Mafatih al-Jinan har översatts till många språk som persiska, engelska, franska, turkiska, urdu och spanska.